# Scarus rubroviolaceus
Scarus rubroviolaceus е вид бодлоперка от семейство Scaridae. Видът не е застрашен от изчезване.

## Разпространение и местообитание
Разпространен е в Австралия, Американска Самоа, Британска индоокеанска територия (Чагос), Бруней, Вануату, Виетнам, Галапагоски острови, Гуам, Джибути, Еквадор, Еритрея, Йемен, Индия (Андамански и Никобарски острови), Индонезия, Камбоджа, Кения, Кирибати (Лайн и Феникс), Кокосови острови, Колумбия (Малпело), Коморски острови, Коста Рика (Кокос), Мавриций, Мадагаскар, Майот, Малайзия, Малдиви, Малки далечни острови на САЩ (Мидуей, Остров Бейкър, Уейк и Хауленд), Маршалови острови, Мексико, Мианмар, Микронезия, Мозамбик, Науру, Никарагуа, Ниуе, Нова Каледония, Обединени арабски емирства, Оман, Остров Рождество, Острови Кук, Палау, Панама, Папуа Нова Гвинея, Провинции в КНР, Реюнион, Салвадор, Самоа, САЩ (Хавайски острови), Северни Мариански острови, Сейшели, Соломонови острови, Сомалия, Острови Спратли, Тайван, Тайланд, Танзания, Токелау, Тонга, Тувалу, Уолис и Футуна, Фиджи, Филипини, Френска Полинезия, Френски южни и антарктически територии (Нормандски острови), Хондурас, Хонконг, Шри Ланка, Южна Африка и Япония.
Обитава крайбрежията и скалистите дъна на океани, морета, заливи и рифове в райони с тропически и субтропичен климат. Среща се на дълбочина от 1 до 36 m, при температура на водата от 22,9 до 29 °C и соленост 33 – 35,5 ‰.

## Описание
На дължина достигат до 70 cm.
Продължителността им на живот е около 20 години.